# Serguei Komelkov
Serguei Komelkov (en rus Сергей Комельков) va ser un ciclista soviètic que s'especialitzà en el ciclisme en pista. Va guanyar una medalla de bronze al Campionat del món de tàndem de 1975, fent parella amb Anatoli Iablunovski.